# Zoltán Kocsis
Zoltán Kocsis (Budapest, 30 maggio 1952 – Budapest, 6 novembre 2016) è stato un pianista, direttore d'orchestra e compositore ungherese.

## Biografia
Ha iniziato i suoi studi all'età di 5 anni e li ha proseguiti nel conservatorio Béla Bartók di Budapest, dove ha studiato pianoforte e composizione. Nel 1968 è stato ammesso all'Accademia Musicale Franz Liszt, dove è stato allievo di Pál Kadosa e Ferenc Rados.
Durante la sua carriera da direttore d'orchestra e pianista ha collaborato con importanti istituzioni, quali i Berliner Philharmoniker, la Chicago Symphony Orchestra e i Wiener Philharmoniker.
Ha ottenuto molti successi, sia come pianista che come direttore d'orchestra, in tutto il mondo. Si è molto spesso dedicato a trascrizioni per orchestra di brani originariamente composti per pianoforte e a diversi arrangiamenti di brani per pianoforte (ad esempio, il Vocalise, di Rachmaninov). Si è soprattutto distinto nell'interpretazione di Béla Bartók, Johann Sebastian Bach e della musica romantica tedesca in generale. Ha suonato spesso in duo con il pianista Dezső Ránki.
Il suo stile è caratterizzato da un ampio utilizzo di rubato, dal suono corposo ma cristallino, caratterizzato in alcune occasioni da effetti speciali creati con l'ausilio dei tre pedali e della meccanica dello strumento, e da una notevole tecnica virtuosistica.
Dal 1997 al 2016 è stato il direttore musicale della Filarmonica Nazionale Ungherese.
È morto nel 2016 a seguito di una lunga malattia.

## Riconoscimenti
Kocsis ha vinto numerosi premi nella sua vita: nel 1960 il Concorso Beethoven, il Premio Franz Liszt nel 1973, il Premio Kossuth per due volte (rispettivamente nel 1978 e nel 2005)) nonché il Premio Corvin Chain nel 2012.